# دومينيك روكي
دومينيك روكي هو عارض فلبيني، ولد في 20 يوليو 1990 في كافيت سيتي في الفلبين.

## وصلات خارجية
- دومينيك روكي على موقع IMDb (الإنجليزية)
- دومينيك روكي على موقع قاعدة بيانات الفيلم (الإنجليزية)